# クニドスのソストラトス
クニドスのソストラトス（ギリシャ語：Σώστρατος Κνίδιος、紀元前3世紀 - ?）は、ギリシャの建築家、技術者。エジプトのアレクサンドリアのファロス島に建っていたとされる世界の七不思議の内の一つアレクサンドリアの大灯台を設計した人物。

## 概要
アレクサンダー大王が遠征中に倒れた後、エジプトを得たプトレマイオスに仕えた。プトレマイオスに八角形の45階建て灯台建設を提言し認められたことから、長年、建設工事に従事したが完成を見る前に死亡した。ソストラス自身は裏方であり、名が知られる存在では無かったが、後年、灯台に刻み込まれていた「クニドスのデクシファスの息子ソストラトス、あらゆる海を行く人々の守る神に捧ぐ」の銘文が発見され、灯台の設計者として知られるようになった。